# Église Saint-Pierre-et-Saint-Paul de Gornja Dobrinja
Pour les articles homonymes, voir Église Saint-Pierre-et-Saint-Paul.
L'église Saint-Pierre-et-Saint-Paul (en serbe cyrillique : Црква светих Петра и Павла ; en serbe latin : Crkva svetih Petra i Pavla) est une église orthodoxe serbe située à Gornja Dobrinja, près de Požega, dans l'ouest de la Serbie. Elle est inscrite sur la liste des monuments culturels d'importance exceptionnelle de la république de Serbie (identifiant no SK 407).
L'église Saint-Pierre-et-Saint-Paul, située à Gornja Dobrinja, fait partie d'un ensemble constitué d'un čardak avec une fontaine et de la maison natale du prince Miloš Obrenović.

## Histoire
L'église a été construite en 1822, à l'emplacement d'une autre église en bois qui, à l'époque ottomane, était un métoque du monastère de Saint-Nicolas et édifiée par le prince en souvenir de son père Teodor Mihailović. Le gros des travaux a été réalisé par Todor Petrović de Požarevac. 

## Architecture
L'église Saint-Pierre-et-Saint-Paul est constituée d'une nef à deux travées précédée d'un porche et prolongée d'une abside semi-circulaire. La façade principale est dotée d'une décoration modeste, avec les pilastres en pierre. Le clocher est séparé de l'église.

## Décoration intérieure
L'iconostase de l'église a été réalisée grâce à une donation du roi Milan Ier de Serbie en 1883 mais son auteur n'est pas encore clairement identifié.

## Autres monuments
Dans le cimetière se trouve la tombe du père du prince Miloš, marquée d'une dalle avec une inscription ; on y trouve aussi les tombes de plusieurs personnalités mortes dans les guerres pour la libération de la Serbie. À l'est de l'église se trouve également une fontaine construite en 1860.

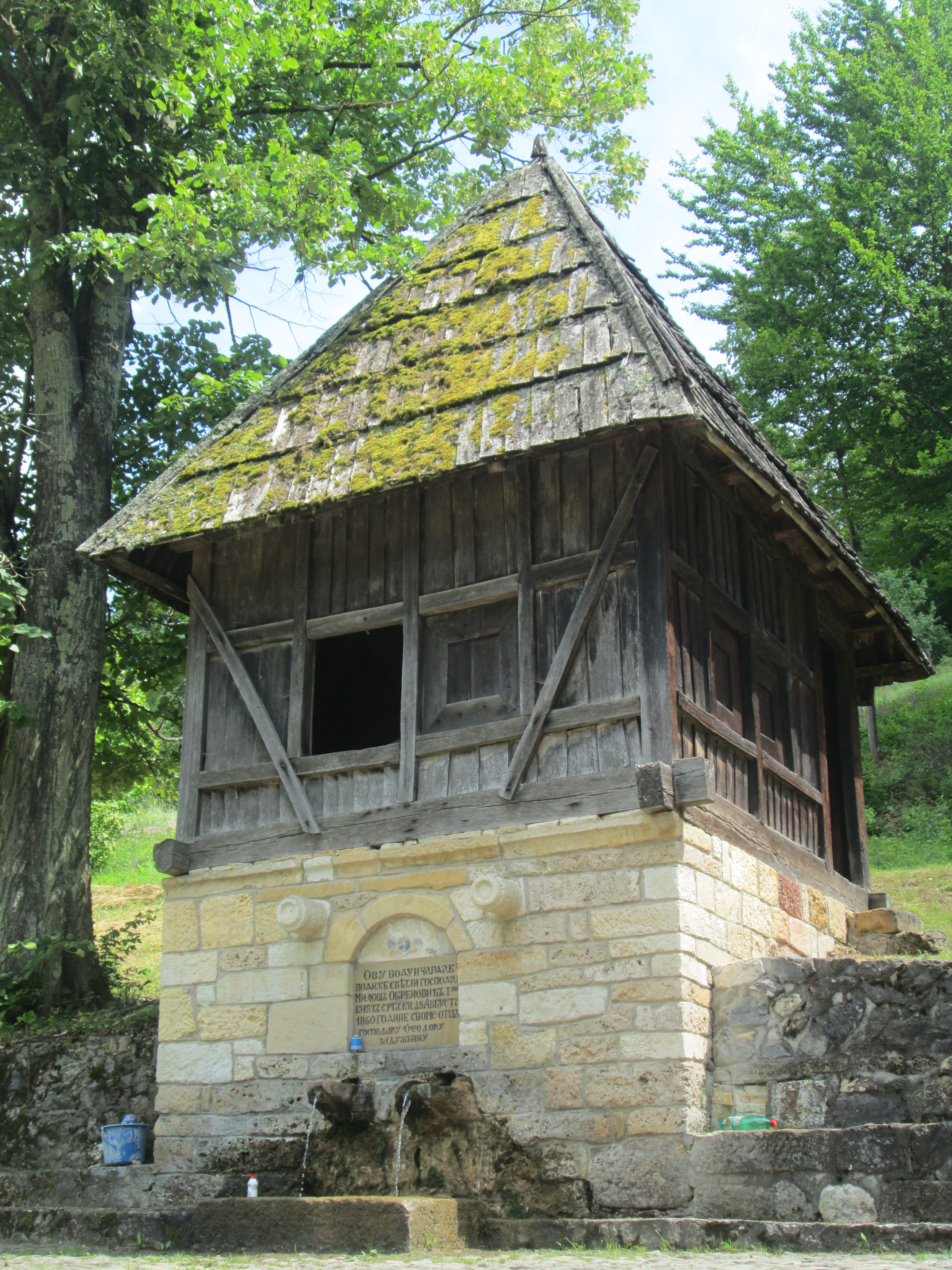
Vue du čardak, classé en même temps que l'église.

## Restauration
Le clocher a subi d'importantes réfections en 1870 ; le čardak situé près de l'église a été restauré en 1967.